# Trigonodes acutata
Trigonodes acutata là một loài bướm đêm trong họ Noctuidae.